# Трофоній
Трофо́ній (грец. Τροφώνιος) — персонаж античної міфології, за одним з найвідоміших переказів, син Аполлона (варіант: Зевса або орхоменського владаря Ергіна), брат Агамеда, вихованець Деметри. В культі Трофонія багато спільного з Деметрою, Персефоною, Асклепієм та іншими божествами, які в Беотії були відомі під збірним іменням Трофоніадів. Поряд з іншими хтонічними божествами (Амфіараєм, Асклепієм) Трофоній був наділений даром відкривати людям майбутнє. Той, хто цікавився своєю долею, мав перебувати в стані жаху. Згодом Трофоній із хтонічного божества зробився місцевим і коло міфів про нього розширилося внаслідок додання місцевих героїчних переказів. Розповідали, що він був будівничим лебадійського і дельфійського храмів, скарбниці беотійського (орхоменського) царя Гіріея, палаців тощо. За міфом, Трофоній та Агамед побудували скарбницю царя Гіріея так, що можна було виймати один таємний камінь і викрадати скарби. Щоб зловити злодія, Гіріей зробив пастку, в яку потрапив Агамед. Трофоній, боячись зізнання брата, відрубав йому голову; на місці, де були так звані яма й стовп Агамеда, земля поглинула Трофонія.
Трофоній — епітет Зевса — Zeus Chthonios (Підземний Зевс) із храмом та оракулом у Беотії.